# Tamás Kecskés
Tamás Kecskés (sinh 15 tháng 1 năm 1986 ở Szentes) là một cầu thủ bóng đá Hungary hiện tại thi đấu cho BFC Siófok.